# Andy Black (piłkarz)
Andrew „Andy” Black (ur. 23 września 1917, zm. 1998) – szkocki piłkarz, który występował na pozycji napastnika.

## Kariera klubowa
Piłkarską karierę rozpoczynał w amatorskich zespołach – West End Rangers i Shawfield Juniors. W 1934 przeszedł do Heart of Midlothian. Podczas II wojny światowej występował gościnnie w Aldershot, Chelsea, Crewe Alexandra, Liverpoolu, Portsmouth i York City. W czerwcu 1946 do Manchesteru City, w którym zadebiutował 31 sierpnia 1946 w meczu przeciwko Leicester City. Cztery dni później w spotkaniu z Bury na Maine Road zdobył pierwszą bramkę dla City. W sezonie 1947/1948 był najlepszym strzelcem zespołu.
W sierpniu 1950 przeszedł do Stockport County, w którym zakończył piłkarską karierę trzy lata później.

## Kariera reprezentacyjna
W kadrze narodowej zadebiutował 8 grudnia 1937 w meczu przeciwko Czechosłowacji. W sumie w kadrze narodowej wystąpił trzy razy i zdobył trzy bramki.
| #  | Data           | Miejsce                       | Mecz                     | Wynik | Bramki | Rozgrywki       |
| -- | -------------- | ----------------------------- | ------------------------ | ----- | ------ | --------------- |
| 1. | 8 grudnia 1937 | Hampden Park                  | Szkocja - Czechosłowacja | 5:0   |        | mecz towarzyski |
| 2. | 21 maja 1938   | Stadion Olimpijski, Amsterdam | Holandia - Szkocja       | 1:3   |        | mecz towarzyski |
| 3. | 7 grudnia 1938 | Ibrox Park                    | Szkocja - Węgry          | 3:1   |        | mecz towarzyski |